# Гаичка Гамбела
Гаичка Гамбела (лат. Poecile gambeli) — вид птиц из семейства синицевых, обитающий в Северной Америке. Видовое название дано в честь американского натуралиста Уильяма Гэмбла (1823—1849).

## Описание
Гаичка Гамбела длиной 14 см, размах крыльев составляет 19 см. У птиц чёрная макушка, белые «брови», чёрные полосы за глазами, чёрное горло. Спина и боковые стороны серые, нижняя часть тела светло-серая. Клюв короткий и чёрный. 

## Распространение
Гаичка Гамбела населяет горные регионы на западе Северной Америки, от южного Юкона до Калифорнии и Техаса. В холодное время года она изредка спускается в предгорья.

## Образ жизни
Летом и во время сезона размножения питание птиц состоит преимущественно из насекомых. Семена хвойных деревьев и других растений также круглый год присутствуют в рационе. Птиц можно встретить парами или в маленьких стаях, вне сезона размножения также в группах с другими видами птиц.

## Размножение
Моногамная птица гнездится дважды в год. Самка насиживает яйца примерно 14 дней. Птенцов кормят оба родителя в течение примерно трёх недель.